# Capriccio spagnolo (film)
Capriccio spagnolo (The Devil Is a Woman) è un film del 1935 diretto da Josef von Sternberg.
Tratto dal romanzo La donna e il burattino (La Femme et le pantin) di Pierre Louÿs, il film è ambientato a Siviglia all'inizio del Novecento. Racconta delle passioni maschili suscitate da una bellissima cortigiana, Concha Perez, interpretata da Marlene Dietrich.
Capriccio spagnolo è l'ultimo film realizzato da Sternberg con Dietrich come attrice protagonista; entrambi lo considerano la loro migliore collaborazione.

## Trama
In una carrozza, circondata da una folla di uomini, durante il carnevale sivigliano, la bellissima Concha Perez attira gli sguardi anche dell'esule politico Antonio Galvan che segue la donna fino a casa. Lì l'uomo viene congedato, ma gli viene recapitato un bigliettino dove gli si fissa un appuntamento per la sera.
In un ritrovo, Antonio incontra un amico, don Pasqual, che cerca di scoraggiarlo dal recarsi all'appuntamento con Concha, la donna che ha provocato la sua rovina facendolo espellere dalla Guardia Civil. Don Pasqual racconta in flashback la sua storia: il primo incontro su un treno bloccato dalla neve, la tempestosa storia d'amore, la fuga di Concha con il torero Morenito. Antonio, pur se promette all'amico di non andare all'appuntamento, si eccita a sentire la storia di Concha e non mantiene la promessa.
I due amici, per colpa della passione che li infiamma, si sfidano a duello. Ma don Pasqual, convinto che Concha si sia innamorata di Antonio, si lascia ferire senza difendersi. La donna si reca all'ospedale a visitarlo. Pasqual le chiede di partire con Antonio per cominciare una nuova vita. Ma Concha, in carrozza in viaggio verso Parigi con la nuova fiamma, alla frontiera decide di abbandonarlo per raggiungere il suo vecchio amante.

## Produzione
Il film ebbe il titolo di lavorazione Caprice Espagnol. Fu prodotto dalla Paramount Pictures (con il nome Paramount Productions Inc.). Come racconta Sternberg nella sua autobiografia, «l'intenzione era di intitolare il film Capriccio Espagnol. Lubitsch, nei panni di rappresentante della compagnia, me lo proibì e pur non potendo interferire con la mia produzione, ci mise lo stesso lo zampino cambiando il titolo in The Devil Is a Woman. Non era nel mio stile».

## Distribuzione
Distribuito dalla Paramount Pictures, venne presentato a New York il 3 maggio 1935 dopo che era già uscito nei Paesi Bassi il 19 aprile dello stesso anno con il titolo De duivel is een vrouw. Alla Mostra del cinema di Venezia del 1935 ottenne la coppa per la migliore ripresa fotografica. Il film ebbe una distribuzione internazionale e varie riedizioni. Nell'agosto 1959, fu proiettato in Italia alla Mostra del cinema di Venezia. In Germania, dov'è conosciuto come Der Teufel ist eine Frau, fu trasmesso in televisione in prima tv il 14 aprile 1976.

## Altre versioni cinematografiche
Dallo stesso soggetto sono stati tratti i seguenti altri film:
- The Woman and the Puppet, diretto da Reginald Barker (1920)
- Conchita (La Femme et le Pantin), diretto da Jacques de Baroncelli (1929)
- Laabet el sitt, diretto da Wali Eddine Sameh (1946)
- Femmina (La Femme et le Pantin), diretto da Julien Duvivier (1959)
- Quell'oscuro oggetto del desiderio (Cet obscur objet du désir), diretto da Luis Buñuel (1977)